# Ciutat Jardí (barri de València)
Ciutat Jardí, més conegut com El Cedre és un barri de València, part del districte d'Algirós. Segons el cens de 2020 té 11.887 habitants, principalment residents de classe mitjana.
Està ben comunicat, ja que dins del barri es troba l'avinguda de Blasco Ibáñez i limita amb el carrer Serpis, l'avinguda del Doctor Manuel Candela/Ramon Llull i els carrers Músic Ginés i Sants Just i Pastor. A més a més té dues parades de la línia 5 de MetroValencia: Amistat i Aiora. Dins el barri es troben la Plaça del Cedre i la Plaça d'Hondures, dos zones amb molta restauració i locals d'oci. Així mateix fita amb els barris de l'Illa Perduda, l'Amistat, la Carrasca i la Vega Baixa.
En quant al patrimoni històric, destaca el Palauet d'Aiora, un palau d'arquitectura eclèctica situat al límit sud del barri amb el d'Aiora. També hi ha les cases de la Senyera, originalment construïdes l'any 1929 amb el nom de Cooperativa de Cases Barates La Senyera, situades actualment en el carrer José d'Orga prop de la Plaça del Cedre.
A més de comptar amb el Col·legi Públic Explorador Andrés i una seu de la Universitat Popular de València, fa límit amb l'IES El Cabanyal, l'IES Ramon Llull i l'IES Serpis.